# Dichagyris hyrcanica
Dichagyris hyrcanica là một loài bướm đêm trong họ Noctuidae.